# Nicetes I
Nicetes I (en grec antic: Νικήτας) va ser patriarca de Constantinoble de l'any 766 al 780.
L'emperador Constantí V Coprònim el va escollir per aquest càrrec com a successor del patriarca Constantí II. Va ser impopular a Constantinoble perquè era partidari de l'iconoclàstia, doctrina que s'oposava a la veneració de les imatges. Després de la seva mort, l'any 780, va ser declarat heretge. El va succeir Pau IV de Constantinoble.